# Federalist No. 84
Federalist No. 84 es un ensayo político del padre fundador estadounidense Alexander Hamilton, el octavo y penúltimo ensayo de una serie conocida como The Federalist Papers . Fue publicado el 16 de julio y el 9 de agosto de 1788 bajo el seudónimo Publius, el nombre bajo el cual se publicaron todos los Documentos Federalistas. El título oficial de la obra es "Ciertas objeciones generales y misceláneas a la Constitución consideradas y respondidas". Federalist No. 84 es conocido por su oposición a una Declaración de Derechos, un punto de vista con el que el otro autor de la obra, James Madison, no estuvo de acuerdo. La posición de Madison finalmente ganó en el Congreso y se ratificó el 15 de diciembre de 1791. 

## Contenido
El Federalista No. 84 es notable por presentar la idea de que una Declaración de Derechos no era un componente necesario de la Constitución de los Estados Unidos propuesta hasta la fecha. La constitución, como se escribió originalmente, es enumerar y proteger específicamente los derechos de las personas. Se alega que muchos estadounidenses en ese momento se opusieron a la inclusión de una declaración de derechos: si se creara dicha ley, temían, esto podría interpretarse más tarde como una lista de los únicos derechos que tenían las personas. 
Hamilton continuó en este ensayo sobre la defensa de la noción de que una declaración de derechos es innecesaria para la Constitución cuando declaró: "No queda más que otro punto de vista sobre este asunto para concluir el punto. La verdad es, después de todo lo que hemos escuchado, que la constitución es en sí misma en todos los sentidos racionales, y para cada propósito útil, UNA COMPILACIÓN DE DERECHOS... Y la constitución propuesta, si se adopta, será la declaración de derechos del sindicato ". El argumento de Hamilton es, en última instancia, que una declaración de derechos no debe agregarse a la Constitución, porque toda la Constitución es en sí misma una declaración de derechos. 